# Mainzer Kantorei St. Alban
Die Mainzer Kantorei St. Alban war ein Chor, der sich im kirchlichen Dienst einbringt. Das Repertoire reicht vom 14. bis zum 20. Jahrhundert. Die Kantorei wurde im Jahr 1971 von Heinz Lamby gegründet; Chorleiter ist seit 20. Mai 2017 Henrik Schlitt. Ihre Heimat war die Pfarrei St. Alban (Alban von Mainz) in der Mainzer Oberstadt. Die Hauptaufgaben waren die Gestaltung von Gottesdiensten sowie geistliche Konzerte in und außerhalb von Mainz. Bekannt wurde die Kantorei unter anderem durch zahlreiche Auftritte im Radio (SWR) oder bei der „Drehscheibe“ im ZDF. Im Herbst werden regelmäßig Konzertreisen in andere Länder unternommen, wie z. B. Italien, Österreich, England, Spanien und Israel. Dort wurden nicht nur Konzerte gegeben, sondern auch Gottesdienste gestaltet. Am 19. Juni 2022 trat die Kantorei noch einmal im Gottesdienst auf. 51 Jahre Kantorei Sankt Alban gehen dann zu Ende.